# Challenger de Forli II 2021
El torneo Città di Forlì II 2021 fue un torneo de tenis perteneció al ATP Challenger Tour 2021 en la categoría Challenger 80. Se trató de la 1.ª edición, el torneo tuvo lugar en la ciudad de Forli (Italia), desde el 29 de noviembre hasta el 5 de diciembre de 2021 sobre pista dura bajo techo.

## Jugadores participantes del cuadro de individuales
| Favorito | País                      | Jugador          | Rank1 | Posición en el torneo |
| -------- | ------------------------- | ---------------- | ----- | --------------------- |
| 1        | Bandera de Alemania       | Oscar Otte       | 112   | Segunda ronda, retiro |
| 2        | Bandera de Estados Unidos | Maxime Cressy    | 122   | CAMPEÓN               |
| 3        | Bandera de Moldavia       | Radu Albot       | 125   | Segunda ronda         |
| 4        | Bandera de Austria        | Jurij Rodionov   | 139   | Semifinales           |
| 5        | Bandera de Italia         | Federico Gaio    | 153   | Primera ronda         |
| 6        | Bandera de Turquía        | Altuğ Çelikbilek | 164   | Cuartos de final      |
| 7        | Bandera de Alemania       | Daniel Masur     | 204   | Primera ronda         |
| 8        | Bandera de Italia         | Thomas Fabbiano  | 213   | Primera ronda         |

- 1 Se ha tomado en cuenta el ranking del 22 de noviembre de 2021.

### Otros participantes
Los siguientes jugadores recibieron una invitación (wild card), por lo tanto ingresan directamente al cuadro principal (WC):
- Francesco Forti
- Matteo Gigante
- Luca Nardi

Los siguientes jugadores ingresan al cuadro principal tras disputar el cuadro clasificatorio (Q):
- Jonáš Forejtek
- Jelle Sels
- Aldin Šetkić
- Alexey Vatutin

## Campeones

### Individual Masculino
- Maxime Cressy derrotó en la final a  Matthias Bachinger, 6–4, 6–2

### Dobles Masculino
- Antonio Šančić /  Tristan-Samuel Weissborn derrotaron en la final a  Lukáš Rosol /  Vitaliy Sachko, 7–6(4), 4–6, [10–7]